# Јаковце
Јаковце (словен. Jakovce) је насељено место у општини Сежана која припада покрајини Приморска у статистичкој Обално-Крашкој регији.
Јаковце се налази на надморској висини 550,6 м површине 0,7 км². Приликом пописа становништва 2011. године насеље је имало 23 становника.